# Гимназијска улица
| улица · ГИМНАЗИЈСКА                         | улица · ГИМНАЗИЈСКА |
| ------------------------------------------- | ------------------- |
|                                             |                     |
| Почетак                                     | Скерлићева улица    |
| Крај                                        | Сарајлијина улица   |
| Дужина                                      | 53 m                |
| Ширина                                      | ? m                 |
| Створена                                    | Пре 19. века        |
| Названа                                     | 1846.               |
|                                             |                     |
|                                             |                     |
| Гимназијска улица код Зрењанинске гимназије |                     |

Гимназијска улица је улица у центру Зрењанина. Пружа се паралелно са улицом Краља Александра I Карађорђевића, а име је добила по средњој школи која је у њој смештена од 1846. године. Простире се од Скерлићеве улице до Сарајлијине улице. Улица је већим делом пешачка зона, од Скерлићеве улице до Улице Светозара Марковића.

## Ранији називи
Најстарији забележени назив Гимназијске улице био је Пијаристичка улица (нем. Piaristen-Gasse), по имену католичког монашког реда ком је 1846. године била поверена управа над великобечкеречком гимназијом. Приликом преименовања улица и тргова 1879. године, улица је добила назив Гимназијска (мађ. Gymnásium utca), који је задржала до данас, изузев за време окупације у Другом светском рату када је накратко (1941-1944) носила назив Улица Хорста Весела (нем. Horst Wessel-Gasse) 

## Значајнији објекти
Због свог положаја у односу на главну градску улицу и градски трг, у Гимназијској улици се налазе периферни делови бројних објеката који излазе и на улицу Краља Александра I Карађорђевића. Са главном градском улицом Гимназијска је повезана преко два пасажа, краћег дела Јеврејске и улице Светозара Марковића. Поред Зрењанинске гимназије, у њој се налазе и црква посвећена светом Стефану - првом краљу средњовековне угарске државе (коју је 1846. године подигао Пијаристички ред), седиште Јавног предузећа "Градска стамбена агенција", зграде бившег биоскопа "Балкан" и хотела "Централ", те велики број кафића и угоститељских објеката, због чега је ова улица центар забаве и ноћног живота.